# Медаль РАН для молодых учёных (ядерная физика)
Медали РАН с премиями для молодых ученых РАН, других учреждений, организаций России по направлению «3. Ядерная физика»
Медалью награждались:

| Год  | ФИО | Организация                                                              | Работа |
| ---- | --- | ------------------------------------------------------------------------ | --- |
| 2016 | Ампилогов Николай Владимирович, Астапов Иван Иванович                                                        | Национальный исследовательский ядерный университет «МИФИ»                | «Сцинтилляционный мюонный годоскоп для диагностики околоземного пространства»                                                    |
| 2015 | к.ф.-м.н. Климов Павел Александрович                                                                         | Московский государственный университет                                   | «Орбитальные детекторы космических лучей предельно высоких энергий: ТУС, КЛПВЭ, JEM-EUSO»                                        |
| 2014 | к.ф.-м.н. Гоголев Алексей Сергеевич                                                                          | Томский политехнический университет                                      | «Параметрическое рентгеновское излучение: его свойства и применение»                                                             |
| 2013 | к.ф.-м.н. Беденко Сергей Владимирович                                                                        | Томский политехнический университет                                      | «Пороговые реакции в облученном керамическом ядерном топливе»                                                                    |
| 2013 | Громушкин Дмитрий Михайлович                                                                                 | Национальный исследовательский ядерный университет «МИФИ»                | «Установка для регистрации нейтронной компоненты ШАЛ»                                                                            |
| 2012 | к.ф.-м.н. Рубцов Григорий Игоревич                                                                           | Институт ядерных исследований РАН                                        | «Исследование химического состава космических лучей ультравысоких энергий»                                                       |
| 2011 | Романов Александр Леонидович, Шварц Дмитрий Борисович                                                        | Институт ядерной физики им. Г. И. Будкера СО РАН                         | «Экспериментальное исследование и оптимизация магнитной структуры электрон-позитронного коллайдера с круглыми пучками ВЭПП-2000» |
| 2011 | к.ф.-м.н. Смоляков Михаил Николаевич                                                                         | Научно-исследовательский институт ядерной физики имени Д. В. Скобельцына | «Физика и геометрия моделей с дополнительными измерениями пространства - времени»                                                |
| 2010 | к.ф.-м.н. Левков Дмитрий Геннадиевич, Панин Александр Григорьевич, к.ф.-м.н. Сибиряков Сергей Михайлович     | Институт ядерных исследований РАН                                        | «Новый механизм туннелирования в квантовой механике и квантовой теории поля»                                                     |
| 2010 | Яковлева Елена Ивановна                                                                                      | Национальный исследовательский ядерный университет «МИФИ»                | «Исследование солнечных космических лучей высоких энергий по данным мюонного годоскопа»                                          |
| 2009 | к.ф.-м.н. Богомягков Антон Викторович, Николаев Иван Борисович, Тодышев Корнелий Юрьевич                     | Институт ядерной физики им. Г. И. Будкера СО РАН                         | «Прецизионное измерение массы т-лептона»                                                                                         |
| 2008 | не награждались                                                                                              |                                                                          | |
| 2007 | к.ф.-м.н. Брагута Виктор Валериевич, к.ф.-м.н. Чалов Алексей Евгеньевич                                      | Институт физики высоких энергий                                          | «Т-нечетная корреляция в распаде K13»                                                                                            |
| 2006 | к.ф.-м.н. Ахметзянова Эльза Нуровна                                                                          | Самарский государственный университет                                    | «Проявления эффектов нарушения СР-инвариантности в минимальной суперсимметричной модели на современных и будущих коллайдерах»    |
| 2005 | к.ф.-м.н. Либанов Максим Валентинович, к.ф.-м.н. Нугаев Эмина Яткярович, к.ф.-м.н. Троицкий Сергей Вадимович | Институт ядерных исследований РАН                                        | «Иерархия фермионных масс в моделях с дополнительными пространственными измерениями»                                             |
| 2005 | к.ф.-м.н. Аушев Тагир Абдул-Хамидович                                                                        | Институт теоретической и экспериментальной физики                        | «Обнаружение распада В0> D *±D± и поиск в нем СР нарушения»                                                                      |
| 2004 | Кайран Дмитрий Александрович, Матвеенко Александр Николаевич, Шевченко Олег Александрович                    | Институт ядерной физики им. Г. И. Будкера СО РАН                         | "Создание высо-кочастотного ускорителя-рекуператора и лазера на свободных электронах"                                            |
| 2004 | Тимашков Дмитрий Анатольевич                                                                                 | Московский инженерно-физический институт                                 | "Исследование неупругого рассеяния заряженных лептонов на ядрах"                                                                 |
| 2003 | к.ф.-м.н. Букин Дмитрий Александровичй, Кроковный Павел Петрович, к.ф.-м.н. Логашенко Иван Борисович         | Институт ядерной физики им. Г. И. Будкера СО РАН                         | "Прецизионное измерение адронных сечений в области энергий р, ю, ф мезонов"                                                      |
| 2003 | Безруков Федор Леонидович, к.ф.-м.н. Горбунов Дмитрий Сергеевич                                              | Институт ядерных исследований РАН                                        | "Экспериментальные проявления расширений Стандартной модели физики частиц"                                                       |
| 2002 | |                                                                          | |
| 2001 | |                                                                          | |
| 2000 | |                                                                          | |